# Parque Anhanduí
O Parque Ecológico Anhanduí é uma área protegida brasileira do tipo unidade de conservação, localizado em Campo Grande, Mato Grosso do Sul.

## Patrimônio local
O Parque Ecológico Anhanduí, situado próximo ao centro de Campo Grande, abriga diversas nascentes que desaguam no rio Anhanduí (formado pelo córregos Prosa e Segredo). 

## Administração
Através da primeira parceria público-privada (PPP) do estado, o parque vem sendo administrado pela ONG Casa da União e apoiado diretamente pela ONG Associação Novo Encanto de Desenvolvimento Ecológico.

## Visitação
Inicialmente o Parque foi fechado para ser preservado das constantes agressões que vinha sofrendo, como destruição de nascentes, incêndios provocados, derrubada da vegetação nativa, inclusive dos centenários Buritis, que são fundamentais para as nascentes e para as centenas de pássaros que abrigam. Após esta fase inicial de fechamento, iniciou-se uma gradativa e controlada abertura para visitação do público, principalmente para a comunidade do entorno, fazendo-se assim estrategicamente um trabalho de cativar e informar esta população da importância da preservação e conservação daquele ambiente.

Gradativamente serão implementadas novas estruturas que permitam a otimização, interação e atratividade, com mínimos impactos possíveis. A Administradora do Parque, Casa da União vem fazendo um gestão participativa, via entidades representativas regionais, com o objetivo de traçar um planejamento com metas mensuradas de curto, médio e longo prazos. As propostas que estão inicialmente sendo cogitadas são de implementação de um Centro de Fusão e de Difusão de Tecnologias Sustentáveis, referencial mundial para pesquisa e divulgação do que já existe ou possa existir no mundo para a otimização e economia de energia de toda natureza, de uma forma acessível, interativa e pedagógica.